# Куценко Олег Костянтинович
Олег Костянтинович Куценко (рос. Олег Константинович Куценко; 22 лютого 1957, Туркменська РСР) — російський актор театру, кіно та дубляжу.

## Біографія
Олег Куценко народився 22 лютого 1957 року у Туркменістані. У 1975 році закінчив середню школу № 21 у місті Рига, Латвія.
У 1983 році закінчив Вище театральне училище імені М. С. Щепкіна. Грав у російському Малому театрі.
Займається дубляжем та озвученням російською мовою. Дублював актора Рассела Кроу в декількох фільмах, включаючи «Гладіатор» 2000 року.
У ряді фільмів його голосом говорять такі актори, як Семюел Л. Джексон, Джон Кліз, Денні Гловер та Денні Трехо; є «голосом» Бетмена в декількох анімаційних серіалах.
Дублює Волтера Бішопа, персонажа Джона Ноубла в телесеріалі «Межа», озвучував Руба в серіалі «Мертві, як я». Займається озвучуванням комп'ютерних ігор.

## Фільмографія
- 1982 — Молодість
- 1983 — У небезпечної межі — циган
- 1984 — Берег його життя
- 1987 — Кам'яна квітка (телеспектакль)
- 1995 — На розі, у Патріарших — митник
- 1996 — Королева Марго